# Coûtre
Les coûtres, parfois appelé custodes, font partie, dans la France du Moyen Âge, du personnel intérieur de la communauté ecclésiastique des cathédrales et collégiales chrétiennes, principalement chargés de garder l'église pendant la nuit et le trésor de la cathédrale.

## Origine
Le mot coûtre, en moyen français coustre, descend du nominatif costre de l'ancien français costor (gardien, sacristain), lui-même une évolution du latin populaire de Gaule *custor, *custorem, déformation du latin classique custos, custodem (gardien).
Il est fait mention des coûtres au moins en 971. Ce sont des clercs tonsurés portant l'habit ecclésiastique qui en assument la charge mais peu à peu sont admis à la « coûtrerie » des laïcs mariés, dont les offices sont déclarés vénaux et transmissibles aux aînés. Toutefois ces offices ne peuvent se transmettre par testament et la femme d'un défunt n'avait aucun droit à prétendre à celui de son mari.

## Fonctions
Les coûtres prêtaient serment de fidélité au chapitre : leur devoir consistait à veiller nuit et jour à la garde de l'église, de ses reliques, du trésor et des archives, en se relayant trois par trois, car ils étaient personnellement responsables des vols; aussi étaient-ils tenus, en prenant possession de leurs coûtreries, de fournir une caution. Ils avaient les clefs de l'église, dont ils ouvraient et fermaient les portes extérieures, ainsi que celles du sanctuaire et du chœur.
Ils sonnaient les heures des offices et anniversaires, portaient la croix aux processions, nettoyaient le chœur toutes les semaines, l'église et les cloîtres aux six fêtes: à Noël, du saint-patron de la collégiale, à Pâques, à la Pentecôte, à Notre-Dame d'août et à la Toussaint. À ces solennités, ils portaient le surplis, devaient fournir trois des leurs au chœur et douze aux cloches, car ils étaient au nombre de quinze.
Ils étaient responsables de la perception des chevages.
Enfin ils devaient aller recevoir les chanoines aux portes de l'église et les reconduire à leur sortie. Ceux-ci avaient sur eux le droit d'inspection, celui de les destituer et de les remplacer.
Ils étaient exempts de tous les subsides et impôts, comme tous les autres membres de la communauté, privilégiés.